# Лезењо
Лезењо (итал. Lesegno) је насеље у Италији у округу Кунео, региону Пијемонт.
Према процени из 2011. у насељу је живело 450 становника. Насеље се налази на надморској висини од 417 м.

## Становништво
Према резултатима пописа становништва 2011. у општини је живело 854 становника.
| 1936. | 1951. | 1961. | 1971. | 1981. | 1991. | 2001. | 2011. |
| ----- | ----- | ----- | ----- | ----- | ----- | ----- | ----- |
| 1.289 | 1.153 | 958   | 878   | 783   | 787   | 838   | 854   |